# 箱船
箱船（はこぶね）とは、船の一種で、その形状から分類される。すなわち、方形の形をした船をいう。箱舟、方舟とも書かれる。

## 神話の箱船
箱船は、『旧約聖書』『創世記』に登場するノアの方舟が良く知られている。これは神ヤハウェが邪悪な人間を滅ぼすため起こした大洪水にあって、善良なる人であったノアとその一族だけを例外として救うため、ノアに命じて箱船を造らせた物語である。ノアたちはこの箱船に乗船して、大洪水による滅亡を逃れた。
一方、類似した話・伝承が他の文化圏の神話などでも伝わっている。ギリシア神話では、「青銅の時代」の人間が悪に堕したため、神ゼウスが大洪水を起こし、青銅の人間を滅ぼしたという神話のなかで登場する。プロメーテウスの息子デウカリオーンは、父より大洪水による滅亡の計画を教えられ、箱船を建造して、妻ピュラーと共に難を逃れたとされる。